# Requienia
Requienia A. P. de Candolle – rodzaj roślin z rodziny bobowatych (Fabaceae). Według The Plant List obejmuje co najmniej 3 gatunki. 

## Systematyka
Pozycja według APweb (aktualizowany system APG III z 2009)
Jeden z rodzajów plemienia Millettieae z podrodziny bobowatych właściwych (Faboideae) z rodziny bobowatych (Fabaceae) należącej do rzędu bobowców (Fabales) reprezentującego dwuliścienne właściwe.
Wykaz gatunków
| - Requienia obcordata (Poir.) DC. - Requienia pseudosphaerosperma (Schinz) Brummitt - Requienia sphaerosperma DC. |